# Fastelavn
Fastelavn – nordyckie, a głównie duńskie święto karnawałowe, obchodzone siedem tygodni przed Niedzielą Wielkanocną.
Fastelavn wywodzi się z chrześcijańskiej tradycji karnawału, nazwa święta pochodzi z dolnoniemieckiego słowa vastelavent ("wieczór przed świętem"). Początkowo Fastelavn było ostatnią okazją do zabawy przed nadejściem wielkiego postu. Dzieci przebierają się w kostiumy i gromadzą słodycze.
Nordyckiego Fastelavn nie można jednak nazwać świętem religijnym. Przeciwnie, Kościół i przed i po Reformacji aktywnie starał się go zabronić. Mimo protestów Kościoła tradycja przekazywana była z pokolenia na pokolenie, a samo święto traktowano bardziej jako wyznacznik zmiany pory roku i rozpoczęcia związanych z tym prac, niż jako zwyczaj religijny.
Od XIX w. święto to obchodzone jest w Islandii pod nazwą bolludagur („dzień słodkiej bułeczki”), dokąd wprowadzili je piekarze duńscy i norwescy.

## Kot w beczce

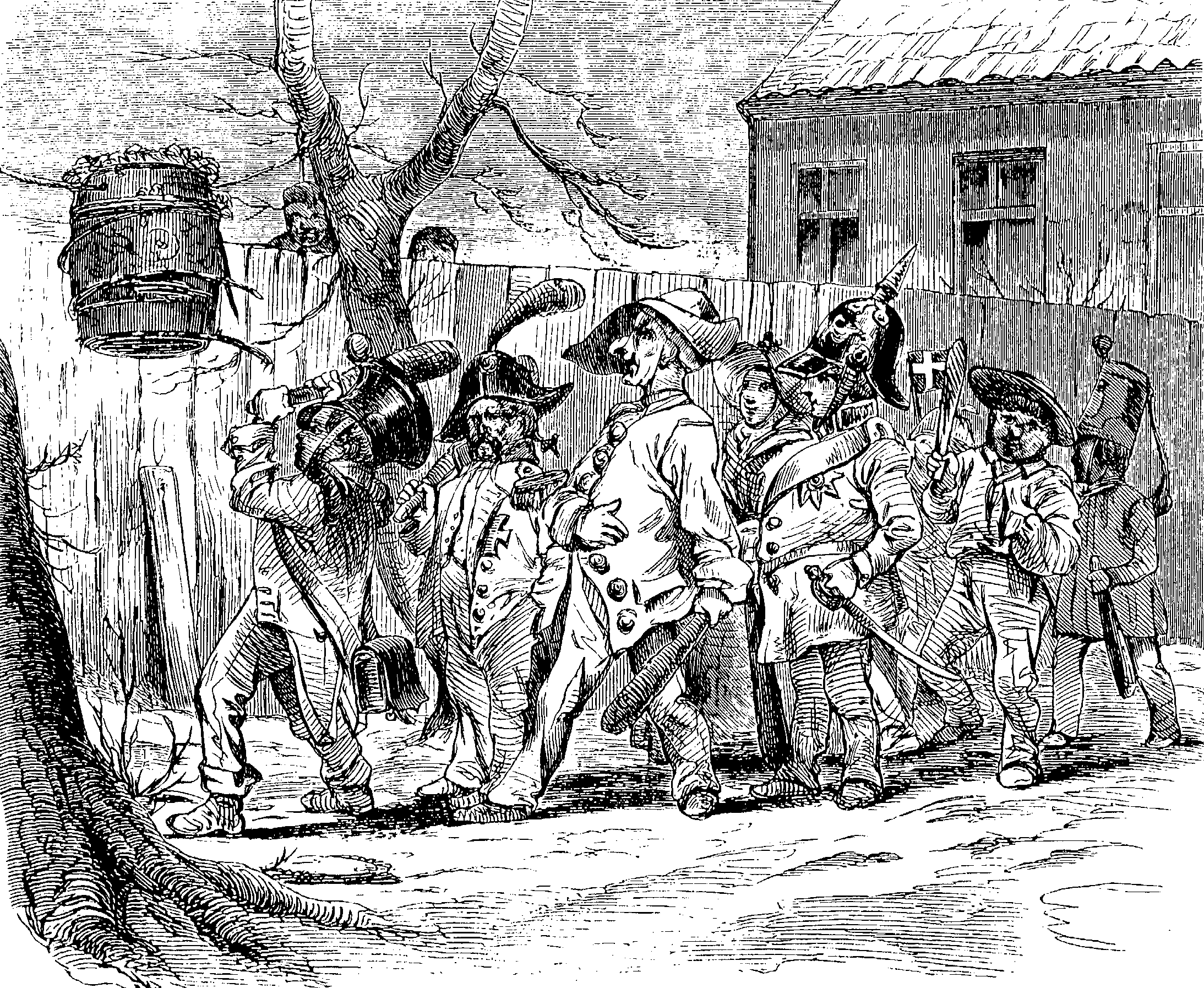
Kot w beczce
Ilustracja z 1860

Charakterystyczną duńską tradycją związaną z Fastelavn jest zabawa w "kota w beczce" (duń. slå katten af tønden). Oryginalnie polegała ona na zawieszaniu na drzewie drewnianej beczki z żywym czarnym kotem i rozbijaniu jej kijami. Dla urozmaicenia czasem zawodnikom zawiązywano oczy lub sadzano na koniach. Wygrywał ten, od czyjego uderzenia odpadło dno beczki. W niektórych rejonach zwycięzca zwolniony był przez cały rok od podatków (ostatni taki przypadek zanotowano w 1743 na Amager). Po rozbiciu pojemnika kota często (chociaż nie zawsze) zabijano – akt przeciwko zwierzęciu miał zapewnić ochronę przed złem (np. zapobiec wybuchnięciu zarazy).
Już w połowie XVIII wieku zaczęły pojawiać się głosy przeciw maltretowaniu kotów z okazji Fastelavn. Świadczy o tym m.in. zachowany wiersz Petera Rammela z 1729 roku: O, gdybym ja był wolny, a wy byliście myszami. Od ok. połowy XIX wieku do beczki wkładano martwego kota, potem, aby nie męczyć prawdziwego zwierzęcia, kukłę kota zrobionego ze szmat. Ostatni przypadek wykorzystania żywego zwierzęcia zanotowano ok. 1880 roku w Reersø.
Zabawa przetrwała do dziś – "kot w beczce" jest niemalże synonimem Fastelavn. Współczesne beczki już tylko ozdobione są wizerunkiem kota, a zawierają łakocie i owoce dla dzieci. Beczkę rozbija się tak samo, jak niegdyś: dzieci ustawiają się w kolejce, każdemu dziecku przysługuje umówiona liczba uderzeń kijem. Ten, czyje uderzenie spowoduje odpadnięcie dna i wysypanie się słodyczy zostaje "kocią królową" (duń. kattedronning), a kto zbije ostatni kawałek beczki zostaje "kocim królem" (duń. kattekongen). Przy odrobinie szczęścia jedno dziecko może zostać naraz całą parą królewską.

## Rwanie gęsi

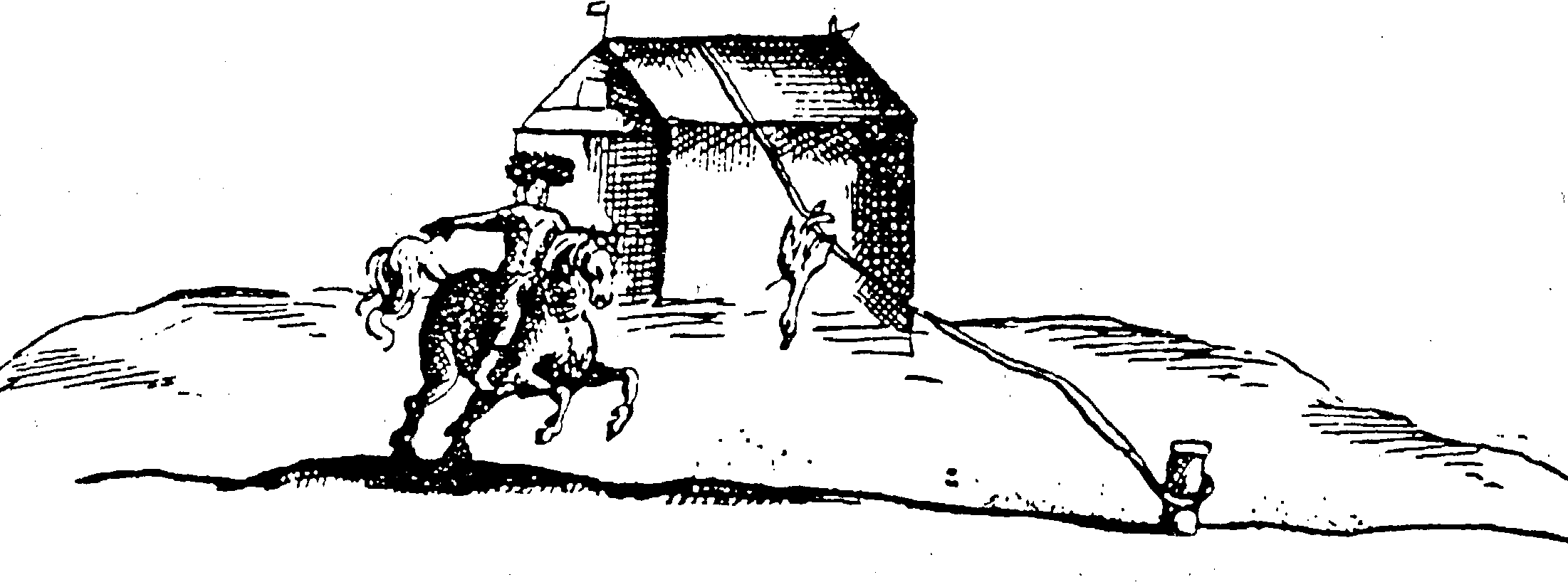
Rwanie gęsi
Ilustracja z 1673

Inną zabawą o symbolicznym znaczeniu było "podjeżdżanie do kury (lub gęsi)" (duń. at ride til hanen oraz gåserenden). Polegało to na wieszaniu za nogi kur lub gęsi. Uczestnicy konkursu galopowali konno pod wiszącym wysoko ptakiem i próbowali złapać go za szyję, by urwać mu żywcem głowę. Aby zadanie było trudniejsze, szyje zwierząt wysmarowane były smalcem lub mydłem.
"Rwanie gęsi" miało zapewnić bogate plony w nadchodzącym sezonie. Niektórzy badacze wyrażają jednak opinię, że nie tyle był to zwyczaj o znaczeniu magicznym, ile zwykłe prymitywne czerpanie radości z maltretowania żywej istoty.
Zabawa ta nie przetrwała do dzisiaj w żadnej formie.

## Słodkie bułeczki

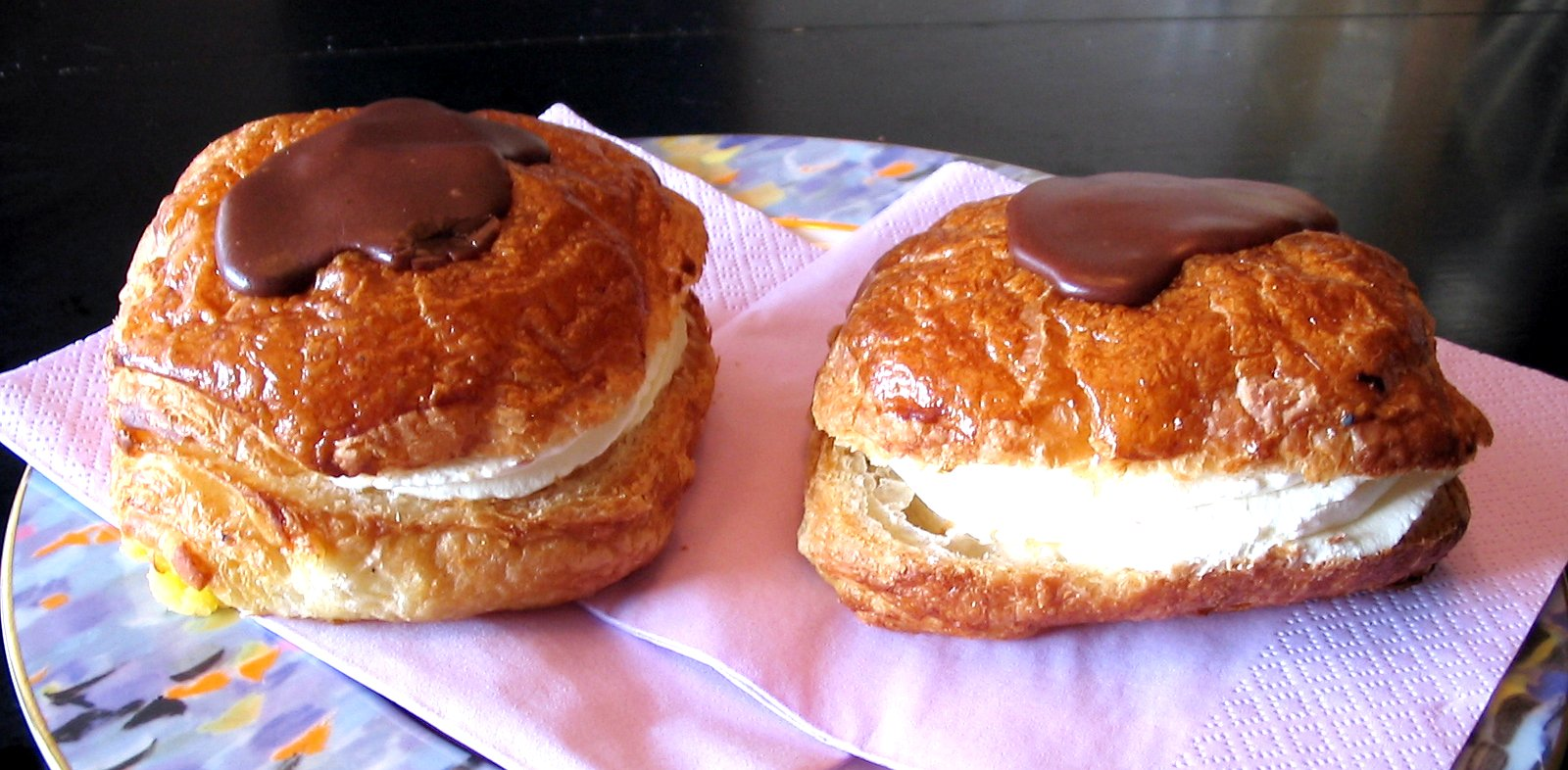
Fastelavnsboller

Podczas Fastelavn piecze się (lub, dzisiaj, kupuje w ciastkarniach) słodkie bułeczki wypełnione kremem lub pokryte lukrem (duń. Fastelavnsboller), które są tak ważnym elementem jak choinka na Boże Narodzenie. Tradycja pochodzi z końca średniowiecza – wówczas zarezerwowane na Fastelavn białe pszenne bułki z mlekiem lub z kawałkiem masła w środku były niecodziennym smakołykiem.
Aby dostać bułkę, dzieci śpiewają tradycyjną piosenkę:

Tradycja słodkich bułek wiąże się ze zwyczajem zbierania w Fastelavn rózg – młodych gałązek drzew (duń. Fastelavnsris), przyozdabiania ich kolorowym papierem i uderzania nimi chłopców i dziewcząt. Kto tego dnia wstał najwcześniej, przygotował rózgę i uderzył pierwszy, wynagradzany był taką bułką. Dzisiaj to głównie dzieci rózgami budzą w dzień Fastelavn swoich rodziców.

## Parady

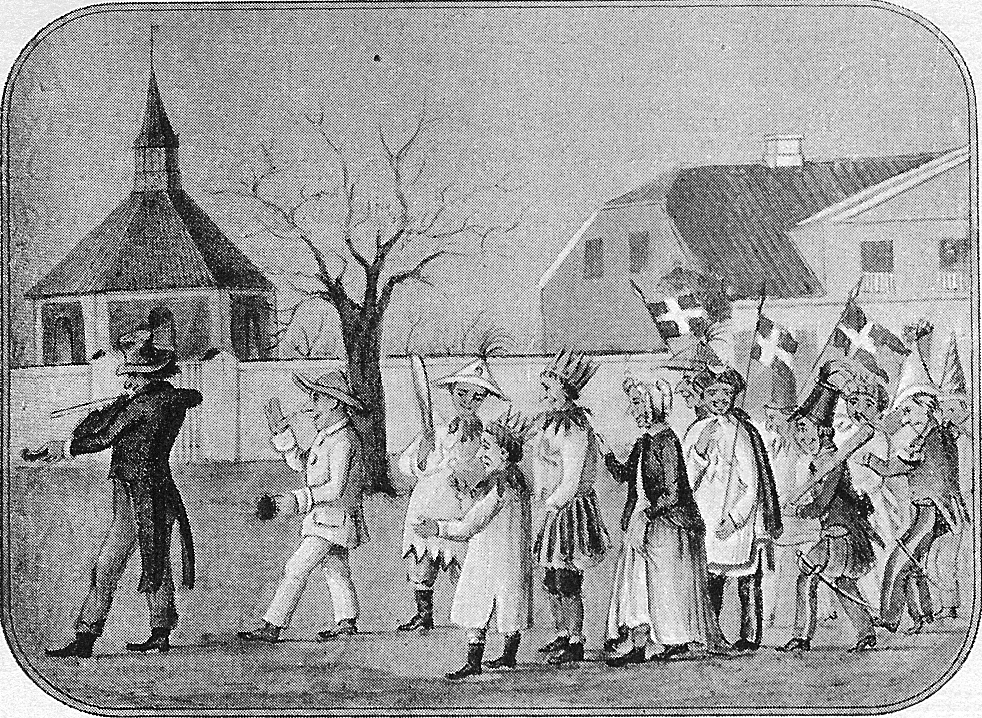
Parada Fastelavn

W wielu duńskich miastach do dziś odbywają się z okazji Fastelavn parady. Zwyczaj wziął się z procesji wiodących niegdyś w czasie święta przez całe miasto lub wieś w kierunku miejsc, gdzie miały odbywać się konkursy takie, jak "kot w beczce", "rwanie gęsi" czy popisy jazdy konnej. Uczestnicy procesji byli poprzebierani w królewskie i rycerskie stroje, często przechowywane z roku na rok na tę okazję. Był także klaun (stąd do dziś zwyczaj przebierania dzieci w czasie Fastelavn za rycerzy i klaunów).
Procesje szły od zagrody do zagrody, zapraszając wszystkich mieszkańców do zabawy, a także zbierając pieniądze, żywność i słodkości na wspólny wieczór.